# János
János est un prénom hongrois ou germanique.

## Étymologie
Originellement, ce prénom est donné en référence à saint Johannes, nom de plusieurs saints. Sa forme française Jean n'est pas directement issue de Johannes, mais d'une variante populaire *JOAN, devenue *JAAN en gallo-roman, puis contractée en Jehan en ancien français (cf. Yann, Jan), avec un 'h' pour latiniser la graphie, simplifiée par la suite en Jean d'après la prononciation.
Le nom latin Johannes est lui-même un emprunt au grec Ἰωάννης (Iôannès) qui procède de l'hébreu Jeho ou Yeo (le « j », le « i » ou le « y » n'étant pas différenciés dans cette langue), contraction de YHWH, Yehovah « Je serai », combiné avec l'élément hanan « grâce », d'où le sens global de « YHWH fait grâce. » 

## Équivalents
- Janosh, Janosch
- Jean, Joan, Yan, Jon
- Féminin : Johanna, Janka, Zsanett, (Jane, Jeanne, Jeannette)
- Variantes linguistiques du prénom Jean / Janos

## Personnages célèbres
Il a été porté par :
- János Adorjan (1882–1964), ingénieur hongrois
- János Bihari (1764–1827), violoniste tsigane
- János Bolyai (1802–1860), mathématicien hongrois
- János Falke (1996–), pianiste allemand
- János Hadik (1863–1933), homme politique hongrois
- János Kádár (1912–1989), homme politique hongrois
- János Martonyi (1944–), homme politique hongrois
- János Pilinszky (1921–1981), écrivain hongrois
- János Starker (1924–), violoncelliste hongrois
- Janos Szabo (1913–), footballeur international hongrois
- János Vas (1984–), hockeyeur sur glace hongrois

Et aussi :
- Janos Audron, un personnage de jeux vidéo

## Fête
Les "János" se fêtent le 26 juin et/ou le 27 décembre, et à une trentaine d'autres dates, selon le saint invoqué et la région.